# فندق فندوم (رواية)
فندق فندوم هي إحدى روايات الروائية الأمريكية دانيال ستيل (بالإنجليزية Hotel Vendome) وهي من الروايات الرومانسية.

## نبذة قصيرة
تدور أحداث الرواية عن أمريكي سويسري المولد يجد فندقاً متداعياً للبيع في نيويورك فيقوم بشرائه وتحويله إلى تحفة فنية حيث يصبح ملاذا للمشاهير ويقيم فيه مع زوجته وابنته لكن الزوجة تسأم من استحواذ الفندق على كل اهتمام زوجها وتتركه مع طفلتهما ذات الأربعة أعوام التي تكبر لترى قدوتها في والدها وتقرر أن تدير الفندق معه.